# Cal Rosal
Cal Rosal és un nucli de població del municipi de Berga situat al peu del riu Llobregat, en el punt on també conflueixen els termes municipals d'Avià i Olvan, a la comarca del Berguedà. Es va desenvolupar a partir d'una colònia tèxtil, protegida com a bé cultural d'interès local.

## Geografia
El poble de Cal Rosal està situat entre 3 i 4 quilòmetres al sud de la ciutat de Berga, cap de comarca del Berguedà. Al sud de Cal Rosal hi ha les colònies tèxtils de la Plana i de l'Ametlla de Casserres. A l'oest, molt proper, l'església visigòtica de Sant Vicenç d'Obiols i al nord-est l'església preromànica de Sant Quirze de Pedret (segle ix).
Pel mig de Cal Rosal passa l'antiga carretera C-1411 d'Abrera a Bellver de Cerdanya. Pels afores passa la carretera C-16/E9 (autovia de Manresa a Berga); es pot accedir al poble per la sortida 92 en direcció nord i la 95 en direcció sud.
Cal Rosal disposa d'una parada d'autobusos de la línia Manresa-Berga i de la línia Barcelona-Llívia, amb una freqüència d'uns 5-6 autobusos diaris. La companyia d'autobusos que hi opera és l'Alsina-Graells (ALSA). Durant la primera meitat del segle xx també tenia ferrocarril (Línia Manresa-Berga-Guardiola) dels Ferrocarrils de la Generalitat de Catalunya, també conegut com el Carrilet.

## Descripció
La Colònia Rosal fou la primera fàbrica de riu que s'instal·là a l'Alt Llobregat sota el règim de Colònia tèxtil l'any 1858.
Aquest conjunt urbanístic és fruit de diferents etapes constructives que van des del nucli més antic de la fàbrica, fins, els anys 60 del segle xx.
La factoria va créixer, en alçada i llargària, tal com permet l'arquitectura industrial de pisos i sempre paral·lela al Llobregat.
Els habitatges més antics són plurifamiliars, amb escales exteriors construïts paral·lels a la façana i a un nivell superior; aquesta primera fase també és l'edifici de l'escola-convent i església.

## Història
Abans d'esdevenir una gran colònia tèxtil, Cal Rosal ja era un lloc de pas, com ho prova el camí ral que unia Berga amb Vic creuant el Llobregat en aquest punt i els ponts que successivament s'hi han anat construint, com el Pont d'Orniu.
Més endavant, l'any 1858, els germans Rosal, nascuts a Mataró però fills d'empresaris tèxtils berguedans, van comprar uns terrenys a la vora del Llobregat per construir-hi una fàbrica, la maquinària de la qual seria moguda per la força de l'aigua, i que es convertiria en la primera colònia tèxtil de Catalunya. La Fàbrica Vella va iniciar la seva activitat cap a l'any 1860, amb màquines de filar i cardes; poc després va incorporar telers. A finals del segle xix ja era la indústria tèxtil més important de Berga. Aquest fet va permetre ampliar la presa i obtenir més energia per moure la noves màquines instal·lades a la Fàbrica Nova. Posteriorment es construïren els edificis de la façana que dona a la carretera de Berga, on estaven situats el magatzem de bales de cotó, les obridores i els batans, el portal amb la porteria per al control d'entrades i sortides i la casa de dos pisos on vivien els amos en les seves estades a la colònia. Ja en el segle XX es construïren les oficines i els acabats, amb secció de blanqueig, tint, aprest, confecció, plegat i empaquetat. A mitjans d'aquest segle la fàbrica de Cal Rosal va arribar a tenir 1.200 treballadors repartits en tres torns, que feien anar uns 25.000 fusos, uns 500 telers i les corresponents màquines complementàries de tot el procés tèxtil.
Els Rosal eren descendents de Berga on ja havien treballat en diferents branques del tèxtil i del fuster els segles xvi i xviii. A finals del xviii es traslladaren a Mataró, però a mitjans del XIX tornaren a Berga on invertiren el seu capital a crear una gran fàbrica de riu: la colònia més gran de tot el Berguedà -a l'època de màxim rendiment de la fàbrica arribà a tenir més de vuit-cents treballadors-.
Els Rosal participaren activament a la política estatal i la comarcal militant al partit conservador a principis del segle xx, en plena època de caciquisme i torn de partits. Homes d'una gran perspectiva instal·laren a Graugés -terme municipal d'Avià-, una colònia agrícola i ramadera a principis del segle xx.
Com a la majoria de les fàbriques situades a peu de riu, allunyades dels nuclis de població, va caldre construir-hi habitatges per als treballadors i una sèrie de serveis que es van anar ampliant al llarg dels segles XIX i XX. Els primers pisos es van construir al costat de la fàbrica, donant forma al carrer del Riu o de la Serradora, al carrer de Dalt o de la Muntanya i el carrer de Sant Antoni. Ben aviat es va comptar amb l'església i una botiga de queviures, cafeteria, fonda i estanc. A finals del segle xix es va construir el convent (on des de l'any 2005 s'hi celebra konventpuntzero) amb l'escola i residència de noies joves i l'anomenat carrer de Xauxa. Ja al segle xx la colònia es va ampliar més avall de l'estació, amb els pisos de Sant Josep (1922) i el grup Sant Ramon (1946). Paral·lelament, la colònia es va anar equipant amb un cinema-teatre, nous cafès i noves botigues de queviures, carnisseries, merceries, forns, sabateries, sastre, barberia, perruqueria, esdevenint així un veritable poble.
Aquest ritme es va aturar momentàniament a les dècades del 1970 i 1980, a causa de la crisi que va afectar l'activitat tèxtil, va provocar en primer lloc la supressió de la línia de tren i va acabar desembocant en el tancament de la fàbrica l'any 1992. A partir d'aquell moment l'activitat comercial de Cal Rosal es va orientar prioritàriament als clients de pas de la carretera que unia Barcelona amb Berga, que passava pel mig de la població.
Actualment la Colònia Rosal és molt més que el conjunt de cases situada al peu de l'estació d'Olvan, és un nucli important de població que conserva la seva població, la seva personalitat, les seves festes i la seva activitat comercial, i esdevé el centre comercial del poble d'Olvan.

### Fotografies antigues

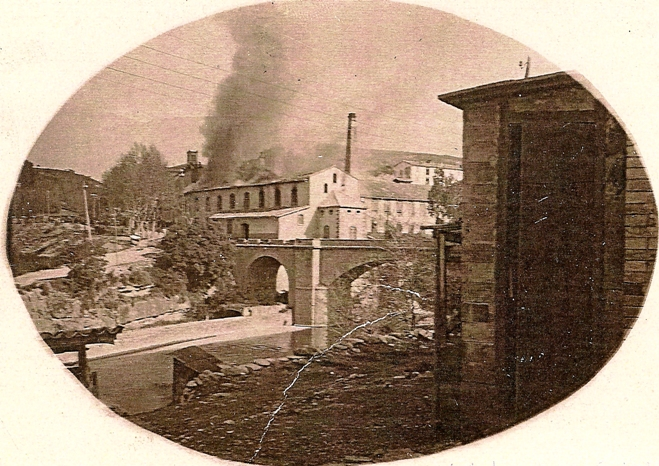
Fàbrica Vella
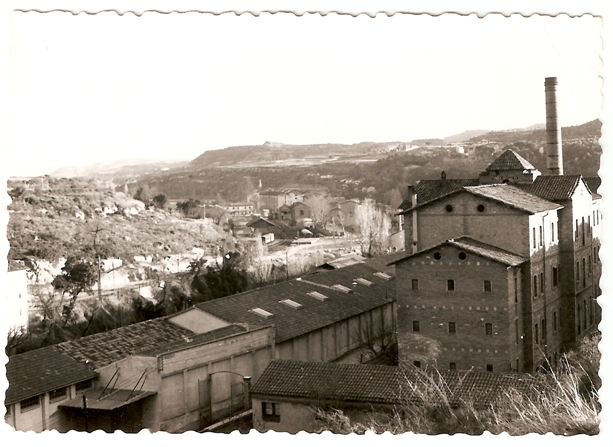
Fàbrica Nova
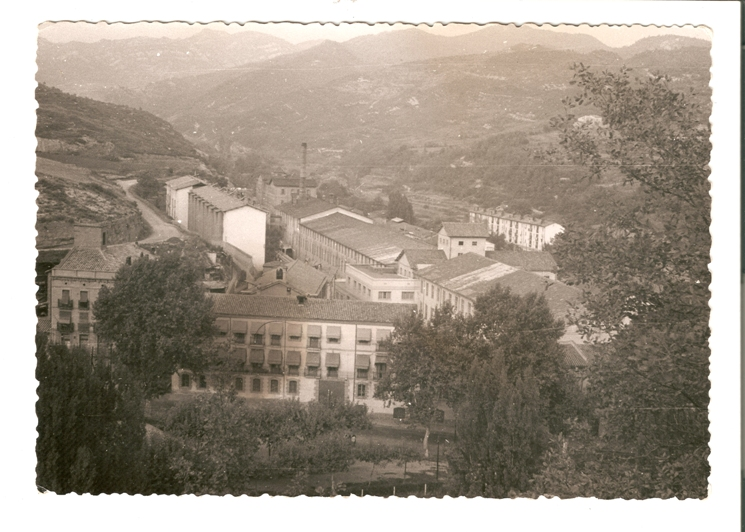
La Colònia Rosal
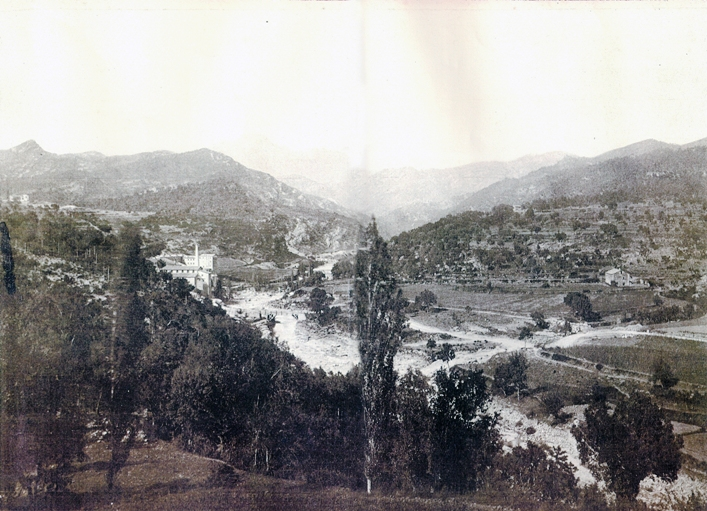
Panoràmica des d'Obiols
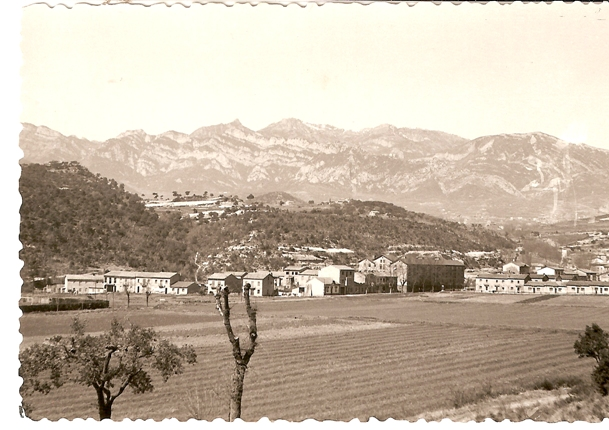
Panoràmica des del mas La Saleta
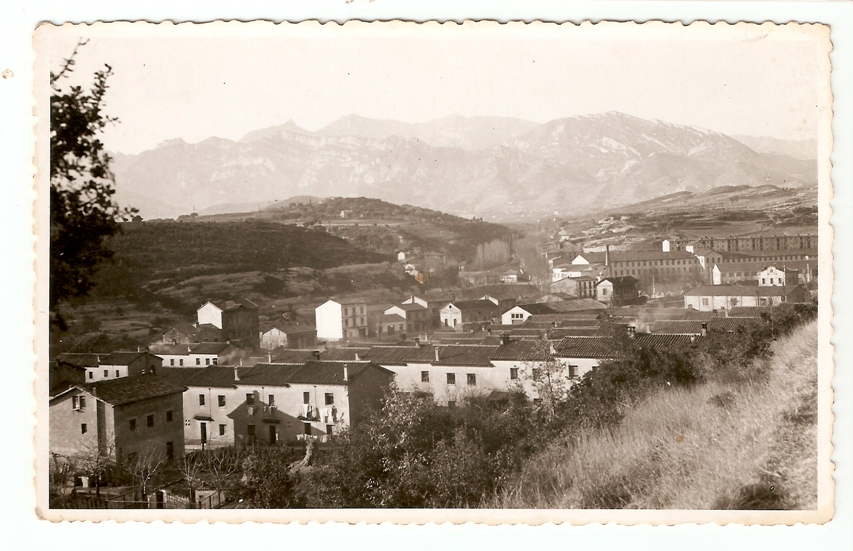
Panoràmica de la colònia
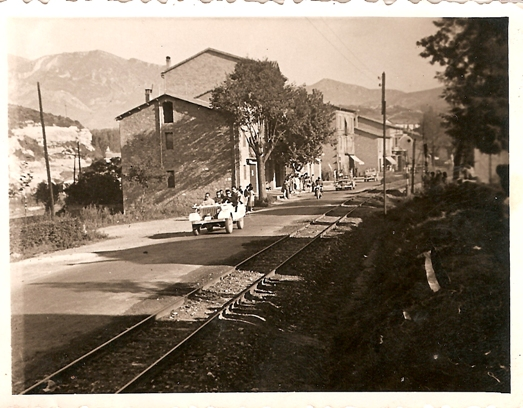
Carretera de Berga
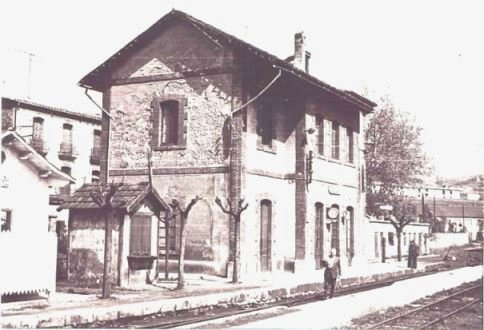
Antiga estació del Carrilet
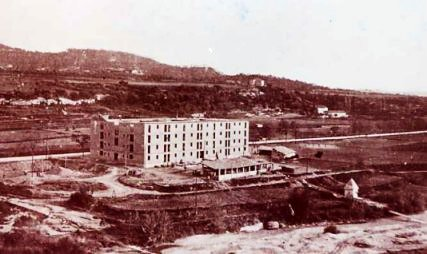
Construint l'edifici de Sant Josep

## Patrimoni

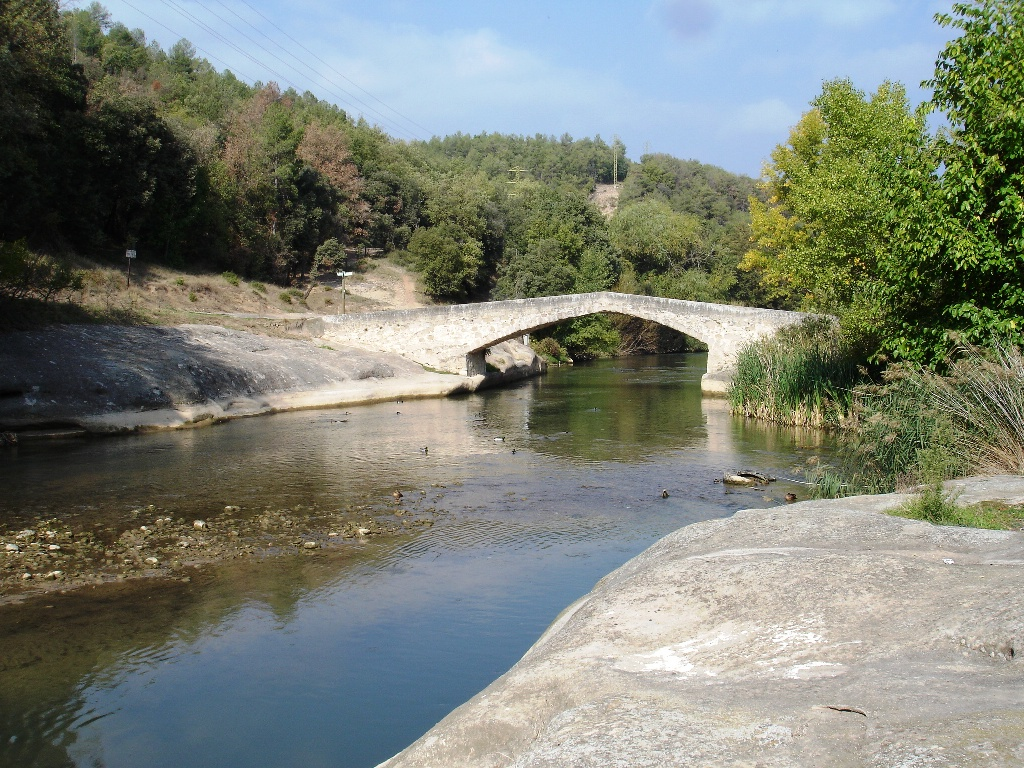
Pont d'Orniu

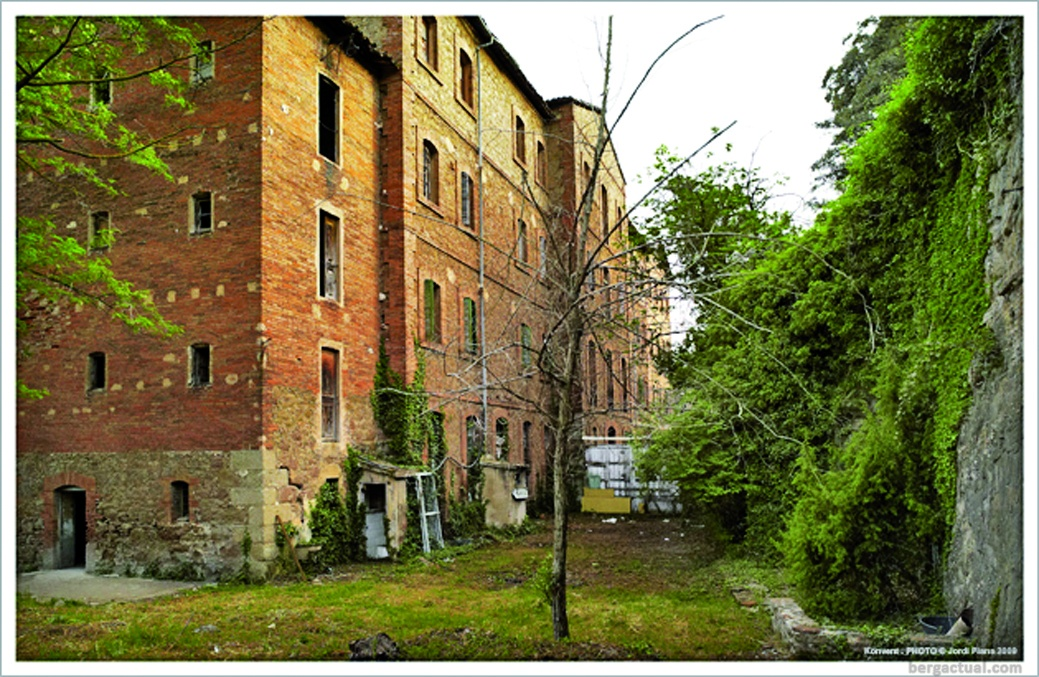
Convent Cal Rosal

Cal Rosal té un patrimoni industrial que encara conserva i ha estat objecte d'explotació turística. Tot el conjunt està resseguit per la Ruta de les Colònies que baix pel costat del riu.
- El pont d'Orniu: Està situat en un punt utilitzat tradicionalment com a lloc de pas en la ruta que unia Berga i Vic. Els forats que s'observen en les roques d'ambdós costats són testimonis del nombre de pasarel·les que s'hi van apuntalar. Més endavant, a mitjans del segle xvi, es va construir un pont de pedra, segurament de dos vessants, d'uns 66 metres de llargada i 3 d'amplada, del qual encara se'n poden observar les restes. Aquest pont va ser destruït durant la Guerra de Successió (1705-1714). El pont actual data de l'any 1840.
- El molí de Minoves: Restes d'un antic molí al peu del riu que segurament va estar en funcionament a partir de l'alta edat mitjana. Es coneix un document que explica que durant la guerra dels Segadors aquest molí va allotjar un soldat alemany, l'any 1653, que formava part d'un grup de soldats cridats pel rei d'Espanya, i per als quals el batlle del terme va haver de buscar allotjament. Al seu costat hi ha un edifici que havia estat fàbrica d'espardenyes i posteriorment reconvertit en escola.
- La fàbrica: Una de les instal·lacions fabrils més importants de Catalunya. Va ser construïda entre el 1859 i el 1950 i va funcionar fins a l'any 1992.
- El convent: Edifici que havia estat residència de les noies treballadores de la fàbrica i escola per a les filles dels treballadors. Actualment i des del 2004 el convent es un centre d'art contemporani referent al país. Anomentat Konvent, és un espai per a l'art, però a diferència d'altres, també és una manera de fer i entendre la cultura arrelada al territori. La seva funció principal és la mediació cultural a través de la creació i difusió artística amb la voluntat de dignificar l'entorn, un paisatge únic mutant, on el contingut i el continent sovint no encaixen.[4]
- El teatre: Primerament utilitzat com a cinema és un edifici espaiós i senyorial que encara s'utilitza per a representacions teatrals i altres celebracions.
- Grup Sant Josep: Edifici d'habitatges força original construït el 1922, amb una sola entrada, tres galeries i uns interessants patis interiors.
- Grup Sant Ramon: Conjunt de 7 carrers amb habitatges unifamiliars amb jardí, construït el 1946.

Cal Rosal és un punt tradicional de comunicació i de pas. Alguns dels punts d'interès propers són:
- Ruta de les Colònies:[5] 32 quilòmetres (PR C-144) que van resseguint el riu Llobregat i les 18 colònies tèxtils que a partir de l'energia hidràulica van crear riquesa i un patró de vida durant 150 anys.
- Via verda de la vall de Pedret:[6][7] 4 quilòmetres planers que resseguint l'antic traçat del tren i el riu Llobregat uneixen Cal Rosal amb el pont romànic de Pedret i l'església de Pedret. L'església fou construïda entre els segles ix i x amb aportacions d'època romànica. Conté la reproducció d'importants pintures murals dels segles x i xii.
- Fuives - Centre mundial del ruc català:[8] És la major reserva de ruc català del món, amb més de 100 exemplars. La visita permet conèixer més bé aquest animal que ens ha ajudat en un gran nombre de feines al llarg de la història.
- El Lledó: És un dels masos importants i antics de la zona, que es troba documentat des del segle xv. Diverses reformes al llarg dels anys li han donat l'aparença de fortalesa medieval que té avui en dia. Gran part del seu terreny va ser venut als Rosal a principis del segle xx.
- Sant Vicenç d'Obiols:[6] Edifici romànic, consagrat abans del 888. Consta d'una única nau, alta i estreta, capçada a llevant per un absis trapezial i flanquejat per dues capelles quadrangulars, cosa que confereix al temple una planta de creu llatina. L'absis i les dues capelles laterals són cobertes amb voltes de canó de mig punt. Al voltant hi ha un gran escampall de tombes antropomorfes d'extrems arrodonits que constitueixen una necròpolis, tot i que actualment només n'hi ha una de descoberta.

Des que la fàbrica va tancar, l'any 1992, el comerç ha passat a ser la principal activitat del nucli. Dins del projecte del Parc Fluvial de les Colònies del Llobregat, Cal Rosal està definit com a "Porta del Comerç" a causa de la seva marcada orientació comercial. Els visitants trobaran els comerços i els restaurants oberts tots els dies de la setmana, de manera que Cal Rosal és un punt de suport al visitant que necessiten un lloc per menjar o comprar en dies festius o els que busquen productes agroalimentaris i artesans del Berguedà al llarg de tot l'any.

## Fires, festes, tradicions i esdeveniments

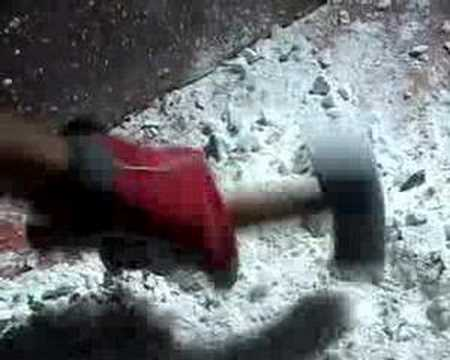
konventpuntzero art multidisciplinari (eduard fíguls)

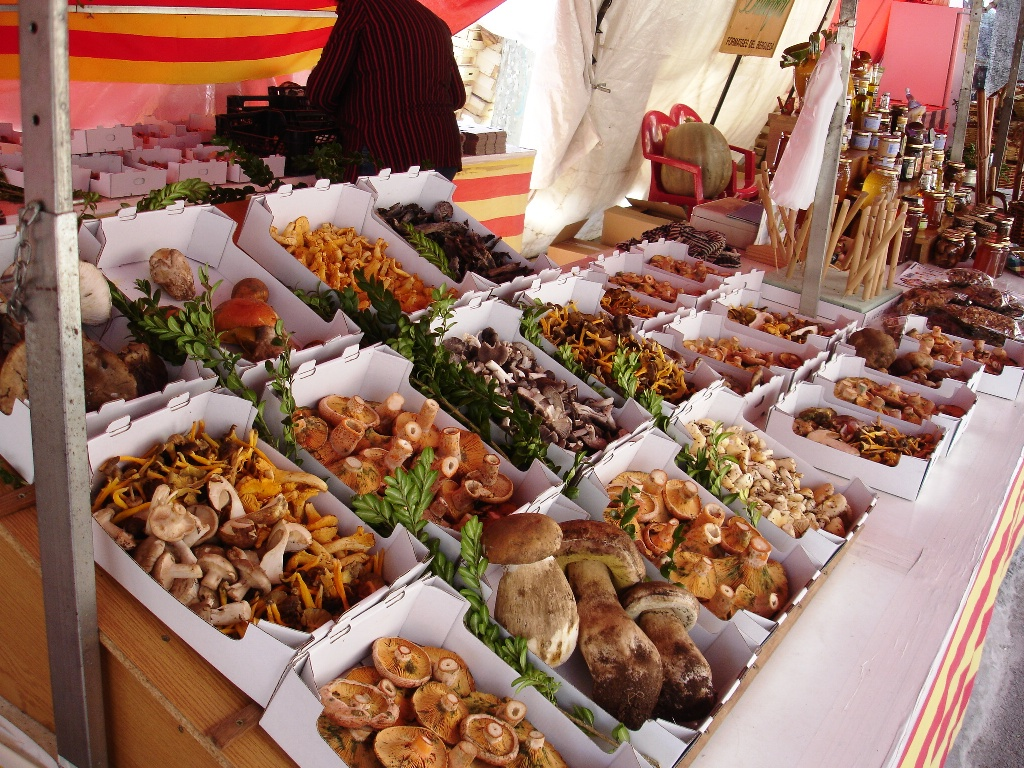
Parada del Mercat del Bolet

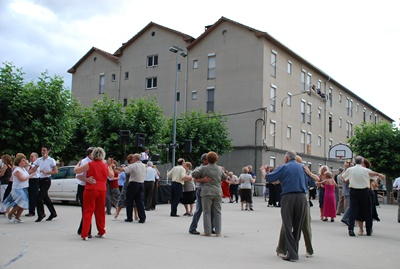
Ball de Festa Major

La situació privilegiada de Cal Rosal a prop de la C-16 i a la vegada a la vora dels boscos i les muntanyes del Berguedà on creix el preuat bolet, ha fet que el Mercat del Bolet de Cal Rosal sigui el més antic i el més conegut de Catalunya. Al llarg de tota la temporada de bolets, des de finals d'agost fins a principis de desembre, cada dia un seguit de parades us ofereixen diverses varietats com: el rovelló, el cep, el fredolic, la tòfona… També hi trobareu productes elaborats amb bolets, com conserves, paté, embotits, oli, vinagre i altres productes naturals i artesans.
El calendari festiu té diferents convocatòries, que fan presents les tradicions culturals i gastronòmiques de Cal Rosal i que conviden a gaudir de la vida cultural del poble; una vida activa, però sense la pressa del dia a dia. La major part d'aquestes festes estan organitzades per l'associació cultural i esportiva (ACE) de Cal Rosal. Aquesta ja té una antiguitat de vora 30 anys i està formada per un conjunt de veïns del poble, l'actual president és el senyor Muxí.
- La Cavalcada dels Reis Mags d'Orient: El 5 de gener, recorregut pel poble finalitzant al teatre amb el repartiment de regals pels nens.
- konventpuntzero: El primer cap de setmana de juny, variant segons calendari amb corpus.
- La Festa Major: El segon cap de setmana de juliol, és la celebració més important de l'any.
- La Diada Nacional de Catalunya: L'11 de setembre.
- La Festa del Bolet: L'últim cap de setmana d'octubre.
- La Festa de la Llar: El tercer diumenge d'octubre. Festa solidària amb l'entitat Llar Sta. Mª de Queralt
- El Maig del 2012 es va celebrar la quarta edició del Festival de Música Alternativa i electrònica Gargall, que fins aquest moment s'havia celebrat a la ciutat de Manresa.[9]